# Comuna Miroslava, Iași
Miroslava este o comună în județul Iași, Moldova, România, formată din satele Balciu, Brătuleni, Ciurbești, Cornești, Dancaș, Găureni, Horpaz, Miroslava (reședința), Proselnici, Uricani, Valea Adâncă, Valea Ursului și Vorovești.

## Așezare geografică

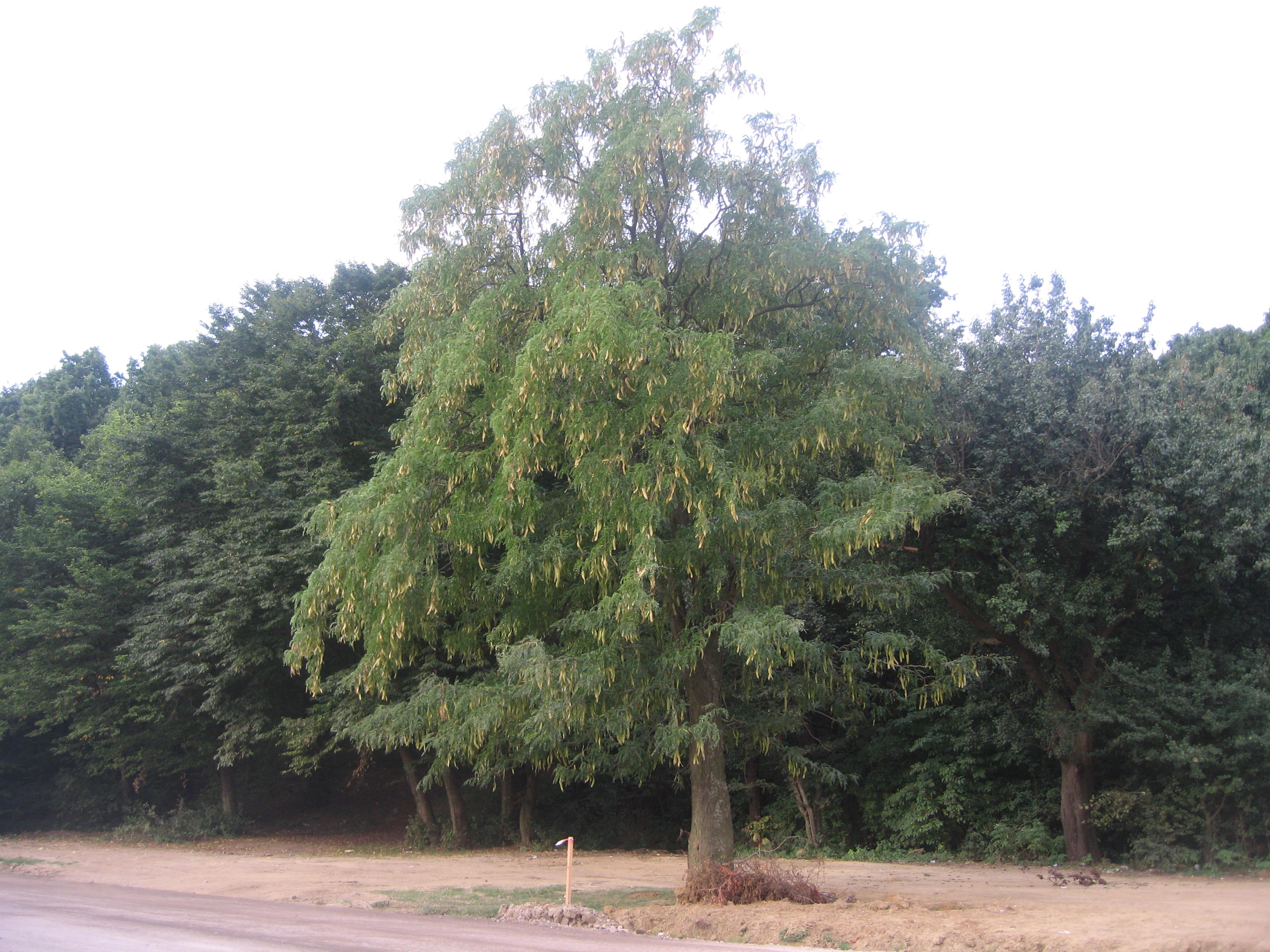
Tei argintiu în pădurea Uricani, arie protejată

Comuna Miroslava este situată în partea centrală a județului, în nordul Podișului Bârladului, pe malul drept al Bahluiului, în vecinătatea sud-vestică a municipiului Iași. Este străbătută de șoseaua de centură a Iașiului, desemnată ca șosea națională, cu denumirea de DN28D, drum ce leagă comuna spre nord de Valea Lupului (unde se termină în DN28) și spre sud-est de Ciurea. La Valea Ursului, acest drum se intersectează cu șoseaua județeană DJ248A, care duce spre est la Iași și spre sud-vest la Voinești, Țibana, Țibănești, și mai departe în județul Vaslui la Todirești (unde se termină în DN15D). Pe teritoriul comunei se găsește și Pădurea Uricani, arie protejată de tip forestier unde sunt ocrotite speciile de gorun, stejar pedunculat și tei argintiu.

## Relief și climă
Comuna Miroslava are o climă temperat continentală de tranziție, specifică pentru Europa centrală, cu patru anotimpuri distincte, primăvară, vară, toamnă și iarnă. Diferențele locale climatice se datoresc mai mult altitudinii și latitudinii, respectiv mult mai puțin influențelor oceanice din vest, ale celor mediteraneene din sud-vest și celor continentale din est.

## Flora
Mare parte din suprafața comunei este acoperită de pajiști folosite ca pășuni pentru animale. Unele zone prezintă un mare grad de umiditate și numeroase mlaștini, în special în zona luncii Bahluiului și a văilor înguste.
	Vegetația este alcătuită din păduri de stejar și gorun (755 ha), poieni și zone mlăștinoase sau iazuri. Frecventele alunecări de teren au dus la formarea unor microreliefuri care au avantajat dezvoltarea unui bogat covor de plante și a unor specii ce mai pot fi întâlnite doar în Podișul Dobrogei.

## Fauna
Pe teritoriul comunei se găsesc unele rarități faunistice, ca rădașca (Lucanus cervus), fluturele Evergestis ostrogovichi (în a doua localitate din lume), greierul împroșcător (Dinarhus desipus), vipera de stepă moldavă (Vipera ursini moldavica), șopârla de câmp (Lacerta agilis chersonensis), precum și păsări: fâsa de câmp (Anthus campestris), prepelița (Coturnix coturnix), mărăcinar negru (Saxicola torquata) sau ciocarlia de camp (Alauda arvensis), potarnichi, lebede.
Animale salbatice: porc mistret,vulpe, caprior, iepuri si in migratie cerb.

## Demografie
Componența etnică a comunei Miroslava
     Români (83,88%)
     Alte etnii (0,46%)
     Necunoscută (15,66%)
Componența confesională a comunei Miroslava
     Ortodocși (75,52%)
     Romano-catolici (2,87%)
     Alte religii (4,35%)
     Necunoscută (17,25%)
Conform recensământului efectuat în 2021, populația comunei Miroslava se ridică la 28.534 de locuitori, în creștere față de recensământul anterior din 2011, când fuseseră înregistrați 11.958 de locuitori. Majoritatea locuitorilor sunt români (83,88%), iar pentru 15,66% nu se cunoaște apartenența etnică. Din punct de vedere confesional, majoritatea locuitorilor sunt ortodocși (75,52%), cu o minoritate de romano-catolici (2,87%), iar pentru 17,25% nu se cunoaște apartenența confesională.

## Politică și administrație
Comuna Miroslava este administrată de un primar și un consiliu local compus din 19 consilieri. Primarul, Dan Niță[*], de la Partidul Național Liberal, este în funcție din 2008. Începând cu alegerile locale din 2024, consiliul local are următoarea componență pe partide politice:
|  | Partid                                  | Consilieri | Componența Consiliului | Componența Consiliului | Componența Consiliului | Componența Consiliului | Componența Consiliului | Componența Consiliului | Componența Consiliului |
|  | --------------------------------------- | ---------- | ---------------------- | ---------------------- | ---------------------- | ---------------------- | ---------------------- | ---------------------- | ---------------------- |
|  | Partidul Național Liberal               | 7          |                        |                        |                        |                        |                        |                        |                        |
|  | Uniunea Salvați România                 | 6          |                        |                        |                        |                        |                        |                        |                        |
|  | Alianța pentru Unirea Românilor         | 3          |                        |                        |                        |                        |                        |                        |                        |
|  | Partidul Social Democrat                | 2          |                        |                        |                        |                        |                        |                        |                        |
|  | Reînnoim Proiectul European al României | 1          |                        |                        |                        |                        |                        |                        |                        |

## Istorie
Dovezi ale locuirii continue încă din timpuri străvechi pe aceste meleaguri au fost descoperite în diverse situri arheologice, comuna Miroslava având în componența ei unele dintre cele mai vechi sate atestate documentar din zona județului Iași.	
Prima menționare documentară a unei localități din arealul comunei Miroslava face referire la Vorovești și datează din anul 1434. Celelalte sate componente sunt atestate după următoarea cronologie:
	Balciu – 1446
	Brătuleni – 1456
	Uricani – 1456
	Proselnici – 1490
	Ciubești – 1503
	Miroslava – 1579
	Găureni – 1583
	Cornești – 1613
	Horpaz – 1646
	Valea Adâncă – 1772
	Dancaș – 1820
	Valea Ursului – 1864.
La sfârșitul secolului al XIX-lea, comuna făcea parte din plasa Stavnicul a județului Iași, și era formată din satele Miroslava, Uricani, Proselnici, Cornești, Vorovești, Găureni, Balciu, Iezereni, Dancaș, Ciurbești, Valea Lupului și Capu Rediului, având în total 2455 de locuitori. În comună existau nouă biserici și trei școli cu 86 de elevi. Anuarul Socec din 1925 o consemnează în plasa Copou a aceluiași județ, având 1016 locuitori în satele Balciu, Ciurbești, Cornești, Dancaș, Ezăreni, Miroslava și Proselnici. În 1931, comuna a fost desființată, satele ei trecând la comuna Galata. După scurt timp, însă, câteva sate s-au separat din nou, formând comunele Cornești și Miroslava.
În 1950, aceste comune au fost transferate orașului regional Iași, reședința regiunii Iași. În 1968, ele au revenit la județul Iași, reînființat, în timp ce comuna Cornești s-a desființat, satele ei trecând la comuna Miroslava; tot atunci, satul Ezăreni a fost și el desființat și comasat cu satul Horpaz (fost la comuna Galata și apoi la comuna Cornești).

## Monumente istorice

Casa Sturdza din Miroslava, monument istoric

Douăsprezece obiective din comuna Miroslava sunt incluse în lista monumentelor istorice din județul Iași ca monumente de interes local. Patru dintre ele sunt situri arheologice: situl de „la Râpă” (1 km nord de satul Brătuleni); fortificația de pământ („Cetățuia”) din secolele al II-lea–al III-lea e.n. de la Valea Ursului; așezarea din perioada Halstatt aflată la est de „Cetățuie” în zona aceluiași sat; și situl de „la Bulgărie” de la marginea nord-estică a satului Miroslava. Situl de „la Râpă” cuprinde urme de așezări din eneolitic (cultura Cucuteni), eneoliticul final (cultura Horodiștea-Erbiceni), secolul al IV-lea e.n. (epoca daco-romană), secolele al VI-lea–al VII-lea (epoca migrațiilor), și din secolele al XV-lea și al XVII-lea (epoca medievală). Situl de „la Bulgărie” conține așezări din eneoliticul final (cultura Horodiștea-Erbiceni), secolele al III-lea–al IV-lea e.n. (epoca daco-romană), secolele al V-lea–al VIII-lea, secolele al IX-lea–al XI-lea (Evul Mediu Timpuriu), secolele al XI-lea–al XII-lea și secolele al XII-lea–al XVIII-lea.
Celelalte opt obiective sunt clasificate ca monumente de arhitectură — biserica „Sfântul Nicolae” și „Sfinții Voievozi” (1833) din Cornești; Biserica de lemn „Sfântul Nicolae” (1806); biserica „Sfinții Voievozi” (1769), ambele din Ciurbești; casa Anghel (secolul al XIX-lea) din Cornești; biserica de lemn „Sfântul Gheorghe” (1768) din Vorovești; biserica „Nașterea Maicii Domnului” (1811) din Miroslava; casa Sturza (începutul secolului al XIX-lea) din Miroslava; și biserica „Sfinții Voievozi” (secolul al XVIII-lea) din Proselnici.

## Sport
CS Știința Miroslava este o echipă de fotbal ce activează în acest moment în campionatul Ligii a III-a, seria I.